# Bartłomiej Mordyl
Bartłomiej Mordyl (ur. 21 stycznia 1995) – polski siatkarz, grający na pozycji środkowego. 

## Sukcesy klubowe
Liga polska:
- 2023[3]

Puchar CEV:
- 2024[4]

## Sukcesy reprezentacyjne
Mistrzostwa Europy Juniorów:
- 2014